# Church Street
Church Street és un carrer de vianants del centre de Monmouth (Gal·les). Actualment acull una àmplia varietat de botigues, restaurants, galeries d'art i el Teatre Savoy. Fins als anys 1830, quan es va construir el Priory Street, Church Street era la principal via d'accés al centre de la població des del nord-est, enllaçant el mercat amb l'església parroquial de Saint Mary's Priory.
Els edificis actuals del carrer daten de principis del segle xix. La façana del número 24 de Church Street va ser dissenyada per G. V. Maddox cap al 1840. L'edifici de l'esquerra, que permet l'entrada a White Swan Court, construït a la mateixa època que el Priory Street, probablement també dissenyat per Maddox.
El Teatre Savoy és un edifici protegit amb el Grau II*, remodelat el 1928 en l'estil tradicional, i considerat com el teatre més antic encara en funcionament a Gal·les. L'edifici on està situat el teatre va ser construït sobre els fonaments de l'antic Bell Inn, i va ser el primer a rebre una llicència per a l'entreteniment el 1832. Va esdevenir el primer cinema de Monmouth amb el nom de "Living Picture Palace and Rinkeries", el 1910, abans de ser remodelat per la companyia de teatre Albany Ward. Va tancar com a cinema als anys 60, reobrint com a bingo i tancat de nou el 1983, abans de reobrir un temps per realitzar un espectacle de llanterna màgica. Ha estat contínuament un cinema des dels anys 90.